# Ingvar Wieslander
Axel Otto Ingvar Wieslander, född 19 maj 1917 i Jönköping, död 29 april 1963 i Malmö S:t Johannes församling, Malmö, var en svensk kompositör och kapellmästare.

## Biografi
Wieslander var från 1949 kapellmästare vid Malmö stadsteater. Han skrev verk för scenen, bland annat baletterna Nordisk saga (1950) och Skymningslekare (1954), kammarmusik och sånger.

## Filmmusik
- 1957 – Prästen i Uddarbo